# Selección femenina de fútbol de Tayikistán
La selección femenina de fútbol de Tayikistán es el equipo representativo del país en las competiciones oficiales de fútbol femenino. Su organización está a cargo de la Federación Nacional de Fútbol de Tayikistán, la cual es miembro de la AFC.
El equipo jugó su primer partido internacional en un torneo en la Clasificación para la Copa Asiática Femenina de la AFC de 2018 el 3 de abril de 2017, ganando 1-0 contra Irak con gol de Jonona Halimova en el minuto 88 del partido.

## Estadísticas

### Copa Mundial Femenina de Fútbol
| Edición | Resultado               | Posición                | PJ                      | PG                      | PE                      | PP                      | GF                      | GC                      |
| ------- | ----------------------- | ----------------------- | ----------------------- | ----------------------- | ----------------------- | ----------------------- | ----------------------- | ----------------------- |
| 1991    | No existía la selección | No existía la selección | No existía la selección | No existía la selección | No existía la selección | No existía la selección | No existía la selección | No existía la selección |
| 1995    | No existía la selección | No existía la selección | No existía la selección | No existía la selección | No existía la selección | No existía la selección | No existía la selección | No existía la selección |
| 1999    | No existía la selección | No existía la selección | No existía la selección | No existía la selección | No existía la selección | No existía la selección | No existía la selección | No existía la selección |
| 2003    | No existía la selección | No existía la selección | No existía la selección | No existía la selección | No existía la selección | No existía la selección | No existía la selección | No existía la selección |
| 2007    | No existía la selección | No existía la selección | No existía la selección | No existía la selección | No existía la selección | No existía la selección | No existía la selección | No existía la selección |
| 2011    | No existía la selección | No existía la selección | No existía la selección | No existía la selección | No existía la selección | No existía la selección | No existía la selección | No existía la selección |
| 2015    | No existía la selección | No existía la selección | No existía la selección | No existía la selección | No existía la selección | No existía la selección | No existía la selección | No existía la selección |
| 2019    | No clasificó            | No clasificó            | No clasificó            | No clasificó            | No clasificó            | No clasificó            | No clasificó            | No clasificó            |
| 2023    | No clasificó            | No clasificó            | No clasificó            | No clasificó            | No clasificó            | No clasificó            | No clasificó            | No clasificó            |
| 2027    | Por disputarse          | Por disputarse          | Por disputarse          | Por disputarse          | Por disputarse          | Por disputarse          | Por disputarse          | Por disputarse          |
| Total   | 0/9                     | -                       | -                       | -                       | -                       | -                       | -                       | -                       |

### Copa Asiática Femenina de la AFC
| Edición | Resultado               | Posición                | PJ                      | PG                      | PE                      | PP                      | GF                      | GC                      |
| ------- | ----------------------- | ----------------------- | ----------------------- | ----------------------- | ----------------------- | ----------------------- | ----------------------- | ----------------------- |
| 1975    | No existía la selección | No existía la selección | No existía la selección | No existía la selección | No existía la selección | No existía la selección | No existía la selección | No existía la selección |
| 1977    | No existía la selección | No existía la selección | No existía la selección | No existía la selección | No existía la selección | No existía la selección | No existía la selección | No existía la selección |
| 1979    | No existía la selección | No existía la selección | No existía la selección | No existía la selección | No existía la selección | No existía la selección | No existía la selección | No existía la selección |
| 1981    | No existía la selección | No existía la selección | No existía la selección | No existía la selección | No existía la selección | No existía la selección | No existía la selección | No existía la selección |
| 1983    | No existía la selección | No existía la selección | No existía la selección | No existía la selección | No existía la selección | No existía la selección | No existía la selección | No existía la selección |
| 1986    | No existía la selección | No existía la selección | No existía la selección | No existía la selección | No existía la selección | No existía la selección | No existía la selección | No existía la selección |
| 1989    | No existía la selección | No existía la selección | No existía la selección | No existía la selección | No existía la selección | No existía la selección | No existía la selección | No existía la selección |
| 1991    | No existía la selección | No existía la selección | No existía la selección | No existía la selección | No existía la selección | No existía la selección | No existía la selección | No existía la selección |
| 1993    | No existía la selección | No existía la selección | No existía la selección | No existía la selección | No existía la selección | No existía la selección | No existía la selección | No existía la selección |
| 1995    | No existía la selección | No existía la selección | No existía la selección | No existía la selección | No existía la selección | No existía la selección | No existía la selección | No existía la selección |
| 1997    | No existía la selección | No existía la selección | No existía la selección | No existía la selección | No existía la selección | No existía la selección | No existía la selección | No existía la selección |
| 1999    | No existía la selección | No existía la selección | No existía la selección | No existía la selección | No existía la selección | No existía la selección | No existía la selección | No existía la selección |
| 2001    | No existía la selección | No existía la selección | No existía la selección | No existía la selección | No existía la selección | No existía la selección | No existía la selección | No existía la selección |
| 2003    | No existía la selección | No existía la selección | No existía la selección | No existía la selección | No existía la selección | No existía la selección | No existía la selección | No existía la selección |
| 2006    | No existía la selección | No existía la selección | No existía la selección | No existía la selección | No existía la selección | No existía la selección | No existía la selección | No existía la selección |
| 2008    | No existía la selección | No existía la selección | No existía la selección | No existía la selección | No existía la selección | No existía la selección | No existía la selección | No existía la selección |
| 2010    | No existía la selección | No existía la selección | No existía la selección | No existía la selección | No existía la selección | No existía la selección | No existía la selección | No existía la selección |
| 2014    | No existía la selección | No existía la selección | No existía la selección | No existía la selección | No existía la selección | No existía la selección | No existía la selección | No existía la selección |
| 2018    | No clasificó            | No clasificó            | No clasificó            | No clasificó            | No clasificó            | No clasificó            | No clasificó            | No clasificó            |
| 2022    | No clasificó            | No clasificó            | No clasificó            | No clasificó            | No clasificó            | No clasificó            | No clasificó            | No clasificó            |
| Total   | 0/20                    | -                       | -                       | -                       | -                       | -                       | -                       | -                       |

### Campeonato CAFA Femenino
| Edición | Resultado    | Posición | PJ | PG | PE | PP | GF | GC |
| ------- | ------------ | -------- | -- | -- | -- | -- | -- | -- |
| 2018    | Tercer lugar | 3.º      | 4  | 2  | 0  | 2  | 7  | 15 |
| 2022    | Quinto lugar | 5.º      | 4  | 0  | 1  | 3  | 1  | 13 |
| Total   | 2/2          | 3.º      | 8  | 2  | 1  | 5  | 8  | 28 |

## Últimos y próximos encuentros
Actualizado al último partido jugado el 11 de abril de 2023
| Fecha      | Ciudad  | Local        | Resultado | Visitante  | Competición                      |
| ---------- | ------- | ------------ | --------- | ---------- | -------------------------------- |
| 08-07-2022 | Dusambé | Turkmenistán | 1:1       | Tayikistán | Campeonato CAFA Femenino 2022    |
| 11-07-2022 | Dusambé | Tayikistán   | 0:6       | Uzbekistán | Campeonato CAFA Femenino 2022    |
| 14-07-2022 | Dusambé | Irán         | 5:0       | Tayikistán | Campeonato CAFA Femenino 2022    |
| 20-07-2022 | Dusambé | Tayikistán   | 0:1       | Kirguistán | Campeonato CAFA Femenino 2022    |
| 05-04-2023 | Hisor   | Hong Kong    | 3:0       | Tayikistán | Torneo Preolímpico Femenino 2024 |
| 08-04-2023 | Hisor   | Tayikistán   | 0:8       | Filipinas  | Torneo Preolímpico Femenino 2024 |
| 11-04-2023 | Hisor   | Tayikistán   | 0:1       | Pakistán   | Torneo Preolímpico Femenino 2024 |